# Jean Simmons
Jean Merilyn Simmons, född 31 januari 1929 i Islington i London, död 22 januari 2010 i Santa Monica i Kalifornien, var en brittisk-amerikansk skådespelare och sångerska. Simmons agerade främst i filmer, till en början i Storbritannien under och efter andra världskriget, från 1950 och framåt främst i Hollywoodfilmer. Simmons nominerades till en Oscar för bästa kvinnliga biroll för sin roll som Ofelia i Laurence Oliviers Hamlet (1948), och mottog en Golden Globe för rollen i Pysar och sländor (1955). Bland hennes övriga filmer märks Hennes kungarike (1953), Den purpurröda manteln (1953), Elmer Gantry (1960), Spartacus (1960) och I nöd och lust (1969), för vilken hon nominerades till en Oscar för bästa kvinnliga huvudroll. Hon mottog även en Emmy för sin roll i miniserien Törnfåglarna (1983).

## Biografi
Jean Simmons var endast 14 år gammal när hon blev utvald i en grupp av dansskoleelever att spela rollen som Margaret Lockwoods syster i filmen Give Us the Moon. Sitt stora genombrott fick hon 1946 i Lysande utsikter. Denna graciösa och spröda skönhet vann sedan ytterligare popularitet för sin roll som Ofelia mot Laurence Olivier i Hamlet. För denna filmroll erhöll hon priset som bästa skådespelerska vid filmfestivalen i Venedig och nominerades för en Oscar.
1950 gifte hon sig med skådespelaren Stewart Granger och följde med honom till Hollywood där hon blev en stor stjärna. Äktenskapet slutade i skilsmässa 1960 och samma år gifte hon om sig med regissören Richard Brooks. Han regisserade henne i sin film Elmer Gantry, där hon gjorde en minnesvärd roll som evangelisten Sharon Falconer.
Simmons nominerades ännu en gång för en Oscar 1969 för filmen I nöd och lust.
2003 adlades hon, och fick titeln Officer of the Order of the British Empire.
Jean Simmons avled den 22 januari 2010 efter en tids sjukdom.

## Filmografi i urval
- 1943 – Elefantklubben
- 1945 – Gyllene vingar
- 1946 – Lysande utsikter
- 1947 – Svart narcissus
- 1948 – Hamlet
- 1949 – Den blå lagunen
- 1953 – Den purpurröda manteln
- 1953 – Hennes kungarike
- 1953 – Teatergalen
- 1954 – Desirée
- 1954 – Sinuhe egyptiern
- 1955 – Pysar och sländor
- 1957 – Kanske i kväll
- 1958 – Hemma före mörkret
- 1958 – Det stora landet
- 1960 – Lek på annans gård
- 1960 – Elmer Gantry
- 1960 – Spartacus
- 1968 – Heidi
- 1969 – I nöd och lust
- 1983 – Törnfåglarna (TV-serie) (tre avsnitt)
- 1985 – Nord och Syd (TV-serie)
- 1989 – Mord och inga visor (TV-serie) (två avsnitt)
- 1995 – Hur man gör ett amerikanskt lapptäcke

## Utmärkelser
- National Board of Review Award för bästa kvinnliga skådespelare, för Den purpurröda manteln, Hennes kungarike och The Actress,  1953
- Golden Globe Award för bästa kvinnliga huvudroll – musikal eller komedi, för Pysar och sländor,  1955
- Targa d'oro, för Fotsteg i dimman,  1956
- Emmy Award för kvinnliga biroll i en miniserie eller film, för Törnfåglarna,  1983
- Officer av Brittiska imperieorden,  2003
- Volpipokalen för bästa kvinnliga skådespelare

[Redigera Wikidata]